# Strejda Filí
Strejda Filí, vlastním jménem Filip Konvalinka (30. října 1982, Jihlava), vystupující také pod jmény Konef nebo Efko, je český rapper, diskžokej a hudební producent, spoluzakladatel skupiny Pio Squad.
Jako nejmladší člen hudebního seskupení Jižní Pionýři se rapu věnoval už od 90. let za doprovodu svých pozdějších kolegů, kterými byli Eurodel, J-Kid, DJ Matoa a později De Puta Madre. Jako člen Pio Squad je Stejda Filí dvojnásobným držitelem ceny Anděl v kategorii Album roku v Hip-Hop/R&B za alba Punk is Dead z roku 2006 a Stromy v bouři z roku 2016.
Mimo skupinu Pio Squad také figuruje jako sólová osobnost hiphopové scény v Česku, spolupracoval s interprety jako jsou Fosco Alma, Tafrob, DJ Wich, LA4 nebo hardcoreová skupina Straight. Společně s Eurodelem se také podílel na albu Funkčný veterán z roku 2008, které nahrál slovenský rapper Vec. Se slovenským freestyle rapperem Zverinou vytvořil projekt Promiskuito, na kterém spolupracovali také Vec, Enemy, Paulie Garand nebo Billy Hollywood.
Společně s ostatními členy skupiny se taktéž věnuje charitě, jejich píseň Čalantika byla věnována na podporu vzdělávání v nejchudších oblastech Bangladéše.

## Alba
- Jižní Pionýři - Live in Pardubice (2000)
- Jižní Pionýři - Three Stars (2003)
- Pio Squad - Punk Is Dead (2006)
- Pio Squad - Interview (2008)
- Pio Squad - Stromy v bouři (2016)
- Filip Konvalinka - Buldok (2020)[8]
- Pio Squad - Torzo (2022)